# Praça da Concórdia

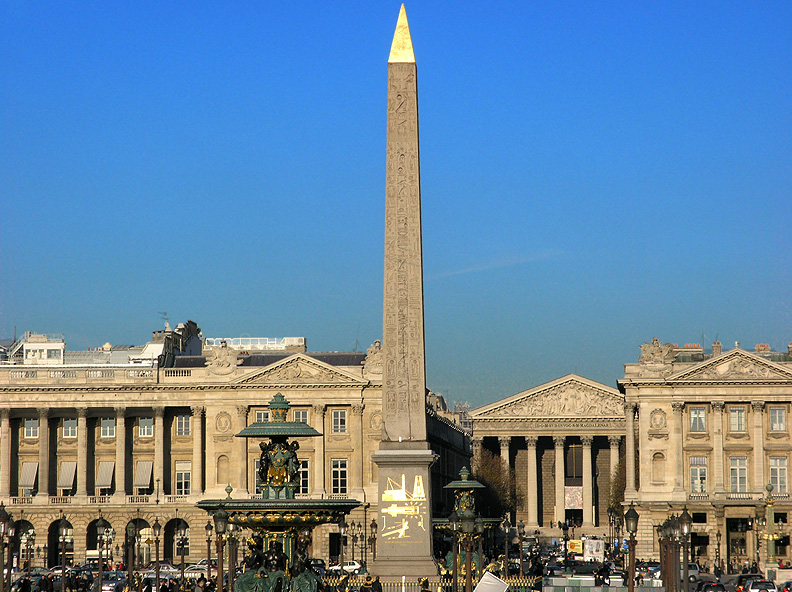
O Obelisco de Luxor na Praça da Concórdia.

A Praça da Concórdia (em francês, Place de la Concorde) situa-se ao pé da Avenida dos Campos Elísios (Champs-Élysées), no VIII arrondissement de Paris, na França. É a maior da capital francesa e a segunda do país, atrás da Praça dos Quinconces, em Bordéus. É famosa por ser palco de acontecimentos marcantes da história da França.

## História
A cidade de Paris, na pessoa de seus vereadores e de seu preboste (em francês:  "prévôt" - espécie de prefeito no Antigo Regime), decidiu, em 1748, erigir uma estátua equestre do Rei Luís XV, para festejar o restabelecimento monarca após uma doença que o havia acometido, em Metz. Foi lançado um concurso para encontrar o melhor local, concurso do qual participam dezenove arquitetos, entre os quais Germain Boffrand e Jacques-Germain Soufflot. Um deles, Ange-Jacques Gabriel, propôs reservar uma esplanada simples de terra batida, sem função ou propósito, que se situava ao final do Jardim das Tulherias e que se chamava Esplanade du Pont-Tournant, em referência a uma ponte de madeira que então cruzava o fosso próximo ao terraço das Tulherias. Apesar de fora do centro, o local poderia servir para a urbanização dos novos bairros que tendiam a ser construídos para o oeste da capital, no faubourg Saint-Honoré.
O rei era o proprietário da parte essencial desses terrenos, o que permitiu se realizar as desapropriações necessárias. Antes mesmo da decisão ser oficialmente tomada, negociações foram iniciadas junto aos herdeiros do economista John Law, proprietários de terrenos marginais ao perímetro necessário à criação, no local, de uma praça real, inscrita na vasta cadeia de praças reais que iriam (em Rennes, Ruão, Bordéus, Dijon, Nantes ou Montpellier) teatralizar a representação equestre do Rei Luís XV. Valorizada por fachadas desenhadas por Gabriel, a Praça Luís XV parisiense tornou-se um intervalo arquitetônico entre as fundações do Palácio das Tulherias e as folhagens verdes da Avenida dos Campos Elísios.

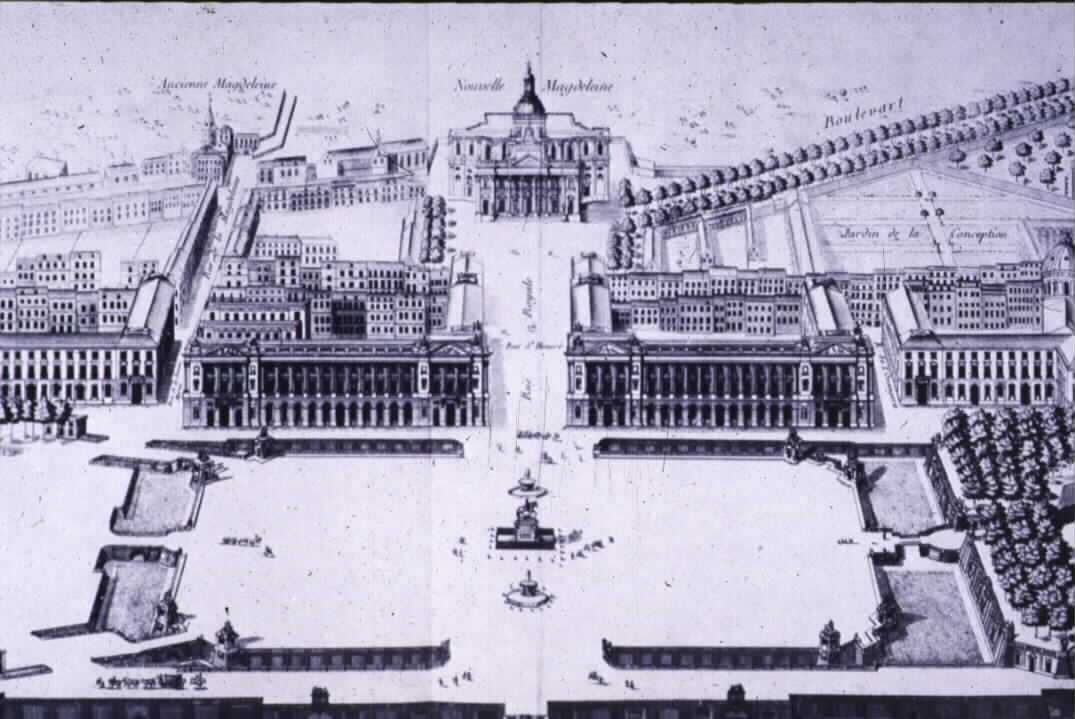
O projeto de Gabriel para a Praça Luís XV.

Em 1753, um concurso foi aberto para o planejamento da esplanada, reservado aos membros da Académie Royale d'Architecture (Academia Real de Arquitetura). Gabriel, diretor da Academia, em sua qualidade de Primeiro Arquiteto do Rei, foi encarregado de estabelecer um projeto, emprestando as melhores ideias propostas pelos concorrentes. Beneficiando-se do apoio de Madame de Pompadour, favorita do rei, que supervisionou o conjunto dos trabalhos, o projeto foi aceito em 1755. O acordo entre a cidade de Paris, os representantes do rei e os herdeiros de Law foi assinado em 1758. Em troca dos terrenos cedidos, os herdeiros receberam o edifício situado a noroeste da praça, assim como os terrenos de um lado e de outro da futura Rua Real. Eles consentiram em pagar a construção das fachadas de todos os edifícios de sua propriedade.

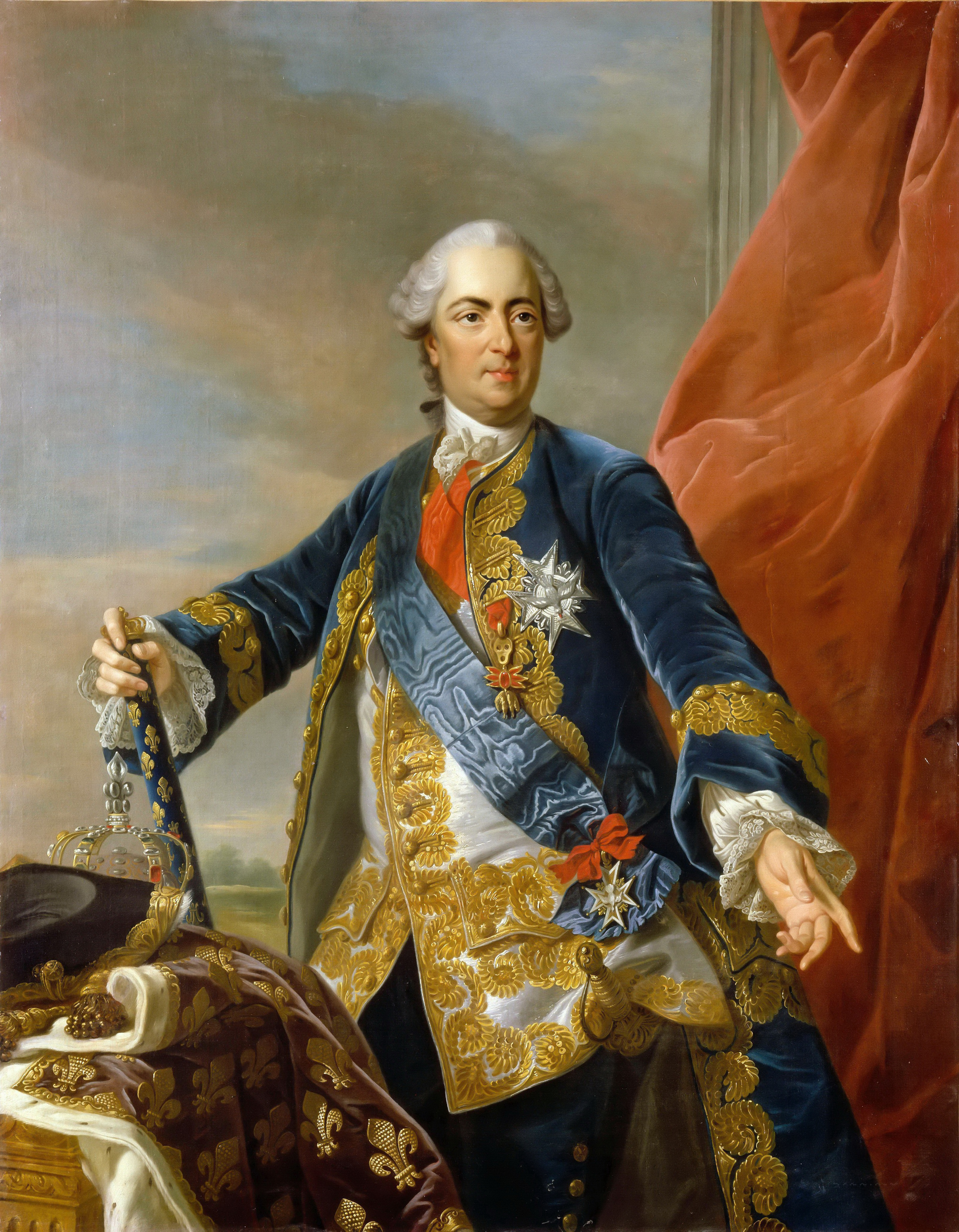
Busto de Luís XV.

Começada por Edmé Bouchardon e acabada por Jean-Baptiste Pigalle, a estátua equestre de Luís XV foi inaugurada em 20 de junho de 1763, quinze anos após a ideia original. Ela foi colocada ao centro da esplanada, com a face voltada para o leste, na intersecção da nova Rue Royale, que liga a igreja da Madeleine ao Sena, do Jardim das Tulherias e da Avenida Champs-Élysées. O Rei está vestido à romana e coroado de louros. O pedestal, feito por Jean-François Chalgrin, é ornado por baixo-relevos e, em cada ângulo, por uma estátua de bronze evocando as virtudes do Rei: a Força, a Justiça, a Prudência e a Paz. Como o monarca tornara-se extremamente impopular à época da inauguração da estátua, ela era cantada da seguinte forma:
Ah ! la belle statue, ah! le beau piédestal,
Les vertus sont à pied et le vice à cheval.
O que, em português, pode traduzir-se por:
Ah ! a bela estátua, ah! o belo pedestal, 
As virtudes vão a pé e o vício vai a cavalo.
Em 30 de maio de 1770, a praça foi palco de um acontecimento dramático: no momento em que um espetáculo de fogos de artifício acontecia, em honra do casamento do delfim com a arquiduquesa Maria Antonieta da Áustria, 133 pessoas foram mortas pisoteadas e sufocadas quando o pânico tomou conta da praça, provocado por um incêndio desencadeado pela queda de um foguete.
A praça só foi totalmente acabada em 1772.

### A Revolução Francesa
No tempo da Revolução Francesa, a praça foi o local de passagem obrigatória dos cortejos improvisados ou ritualizados pelo protocolo das festas. Ela foi um dos grandes locais de reunião no período revolucionário, sobretudo depois que nela se instalou a guilhotina.
A partir de 12 de julho de 1789, antevéspera da Tomada da Bastilha, os bustos de Jacques Necker, Ministro das Finanças demitido, e de Luís Filipe II passaram a ser exibidos nela pelos revoltosos; o Príncipe de Lambesc e seus Dragões fizeram uma carga contra os manifestantes. No dia seguinte, a multidão pilha as armas do Garde-Meuble (Guarda Móveis - que ficava localizado na praça, no edifício nordeste) para ir à Bastilha».

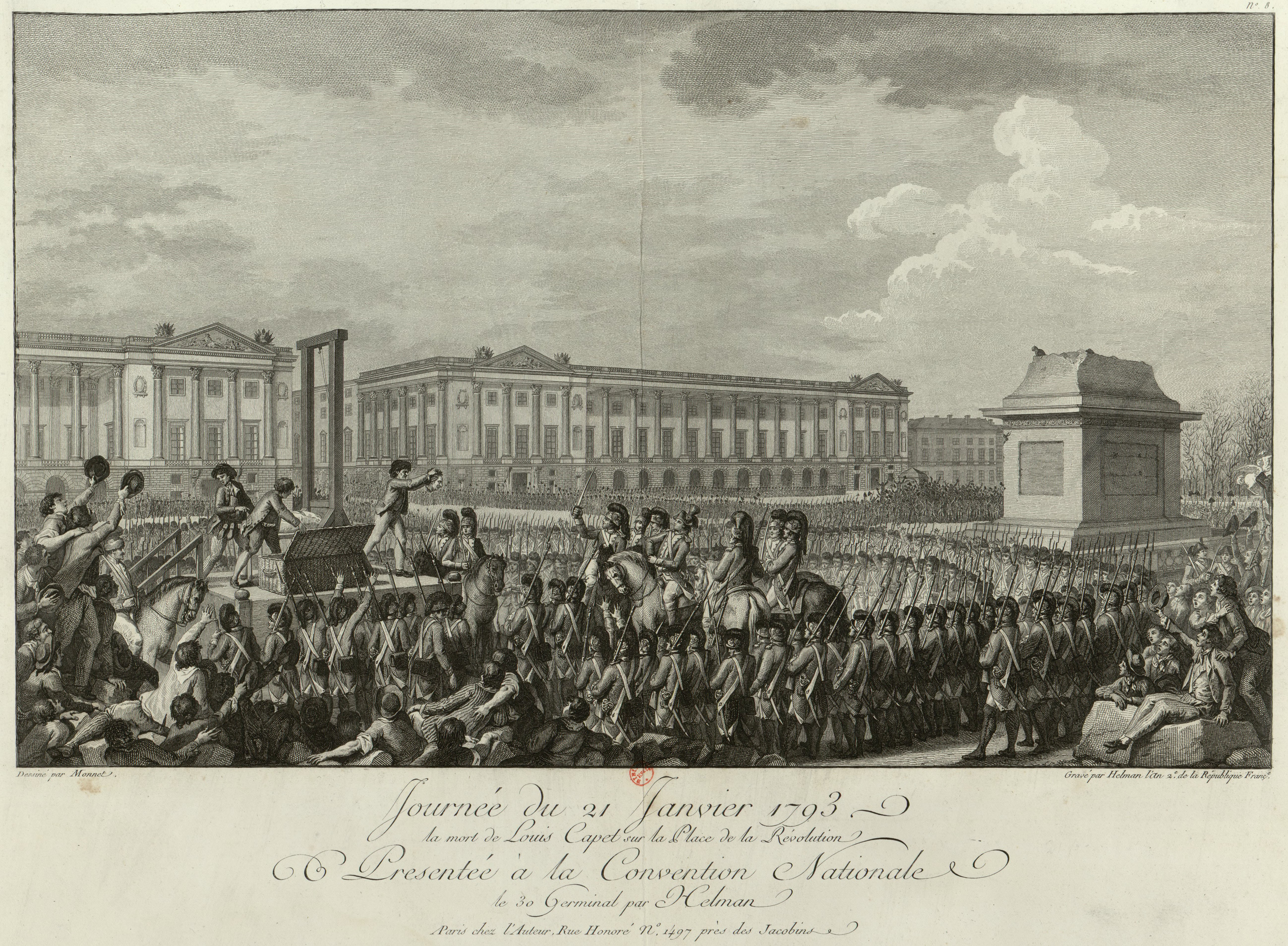
Execução de Luís XVI. À direita, o pedestal da estátua de Luís XV.

Em 6 de outubro de 1789, a família real, trazida de Versailles para Paris pelo povo, fez sua entrada no Palácio das Tulherias atravessando a Praça Luís XV.
Em 11 de agosto de 1792, já com o rei deposto, a estátua de Luís XV foi arremessada de seu pedestal e a praça rebatizada como Praça da Revolução, tornando-se então o grande teatro sanguinário da revolução, com a instalação da guilhotina. Ela é instalada aí, porém provisoriamente, em outubro de 1792, para a execução de ladrões de joias da Coroa no Guarde-Meuble. Ela reaparece em 21 de janeiro de 1793 para a execução de Luís XVI; ela é então instalada a meia distância da base da estátua derrubada de Luís XV e da entrada dos Champs-Élysées. É finalmente em 1 de maio de 1793 que ela fixa sua morada na praça, para ai permanecer até 9 de junho de 1794, e, desta vez, entre o centro da praça e a entrada do jardim das Tulherias.  1 119 pessoas, das 2 498 guilhotinadas em Paris, o foram na Praça da Revolução. Entre elas, ficaram gravados os nomes de Maria Antonieta, Charlotte Corday, Manon Roland, Filipe de Orleães, a Condessa du Barry, Georges-Jacques Danton, Guillaume-Chrétien de Lamoignon de Malesherbes e Antoine Lavoisier. O cadafalso é em seguida transferido para a Place du Trône-Renversé (Praça do Trono Derrubado), atual Place de la Nation (Praça da Nação) e só retorna à Praça da Revolução para a execução de Maximilien de Robespierre e seus amigos (10 do termidor Ano II - 28 de julho de 1794).
Em agosto de 1793, a estátua de Luís XV é substituída por uma efígie de gesso representando a Liberdade coberta por um barrete vermelho e tendo uma enxada na mão direita. Ela foi retirada em junho de 1800. Além disso, cavalos ditos de Marly, obra de Guillaume Coustou, foram instalados na entrada dos Champs-Elysées, em 1795.
Com o fim do Terror, o governo decide rebatizar a praça como Praça da Concórdia (1795).

### A Praça da Concórdia no século XIX

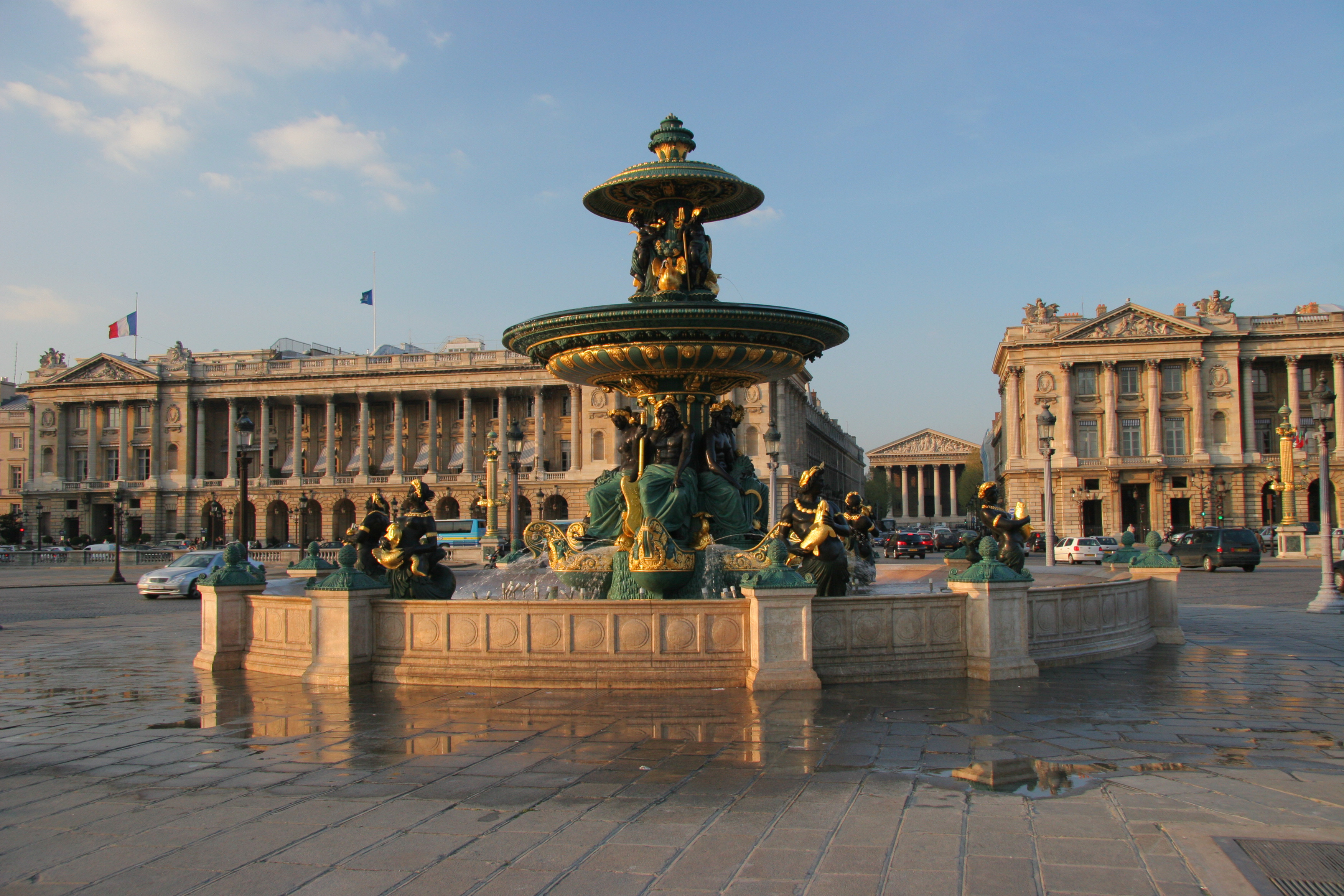
Fonte de Jacques Hittorff na Praça da Concórdia.

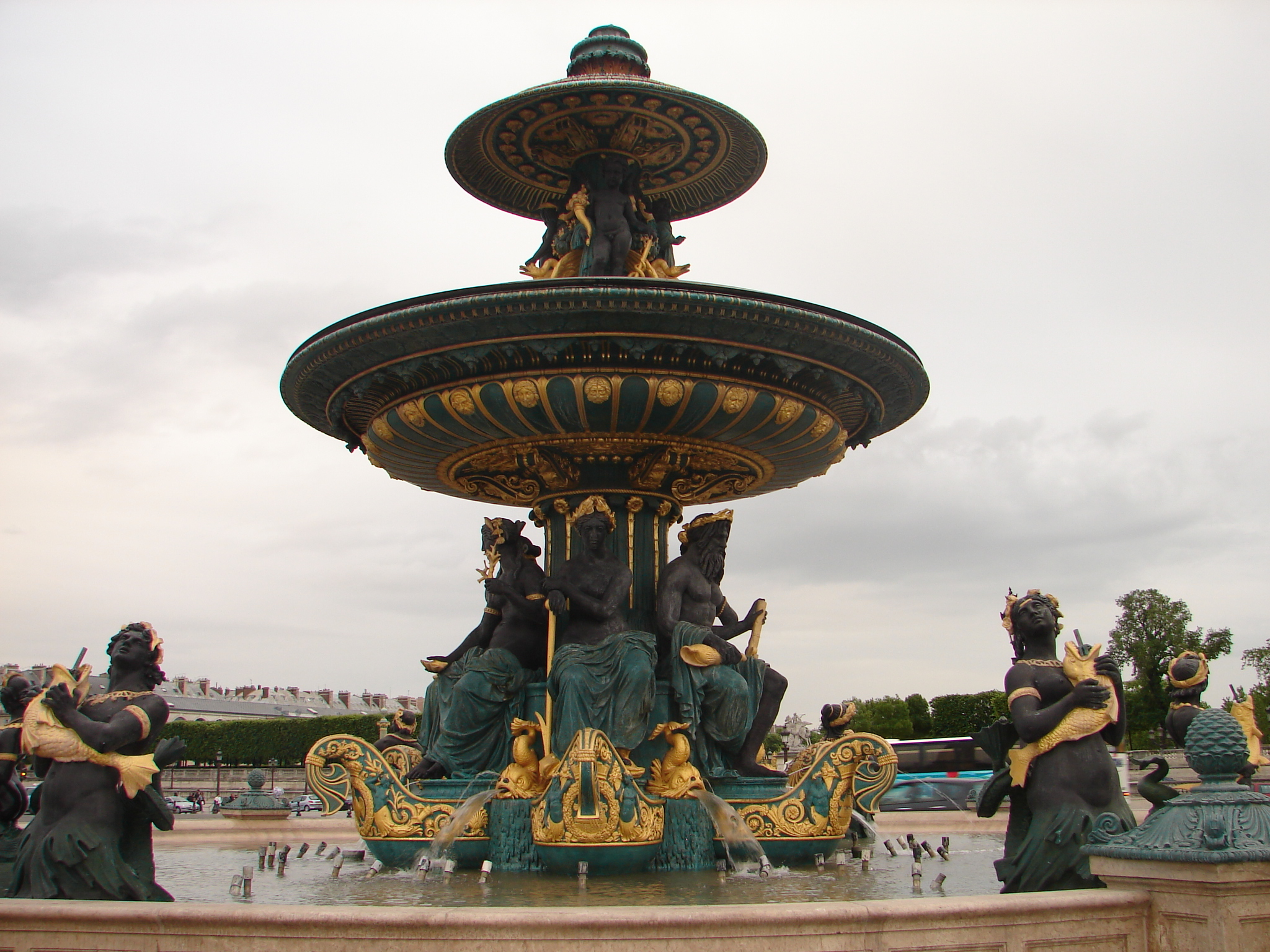
Outra vista da fonte.

Marcada pela lembrança sangrenta do Terror e da execução da família real, a Praça da Concórdia propôs um problema político ao governo do século XIX. A estátua da Liberdade, retirada sob o Consulado, e projetos pensando edificar uma estátua de Carlos Magno e depois uma fonte, tendo sido abandonados, é finalmente Luís XVIII, quem imagina erigir no centro da praça um monumento à memória de seu irmão, o rei decapitado Luís XVI : a estátua do rei mártir, enquadrada por uma capela. Carlos X coloca a primeira pedra em 3 de maio de 1826. No mesmo ano, a Praça da Concórdia é rebatizada Praça Luís XVI (a inscrição ainda é visível no ângulo da Rua Boissy d'Anglas). Mas a estátua projetada não será jamais erguida, interrompida pela Revolução de Julho de 1830, que dá novamente à praça seu nome definitivo: Praça da Concórdia.

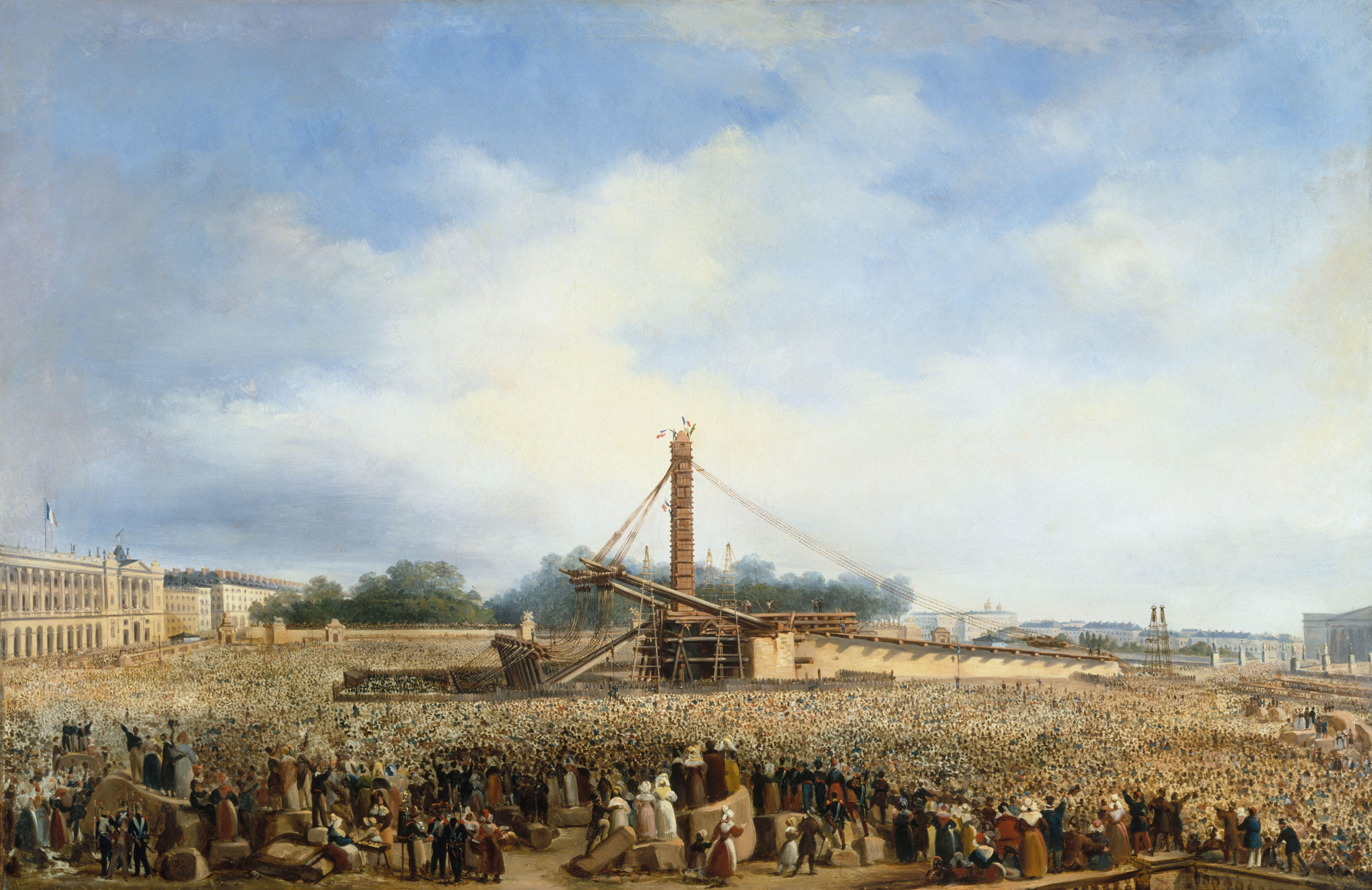
Colocação do obelisco de Luxor na Praça da Concórdia.

Em 1831, o quediva do Egito, Maomé Ali, oferece à França os dois obeliscos que marcam a entrada do palácio de Ramessés II em Tebas, atual Luxor. O primeiro chegou a Paris em 21 de dezembro de 1833 e é Luís Felipe I quem decide erigi-lo na Praça da Concórdia onde « ele não lembrará nenhum acontecimento político ». A operação, verdadeira proeza técnica, se realiza em 25 de outubro de 1836, sob a direção do engenheiro da Marinha Apollinaire Lebas, na presença de mais de 200 mil pessoas. O Rei e a família real, incertos quanto ao sucesso da operação, preferiram assisti-la dos salões do Guarde-meuble, e só apareceram sobre o balcão para acolher os aplausos da multidão no momento preciso em que o monolito se colocou na vertical.

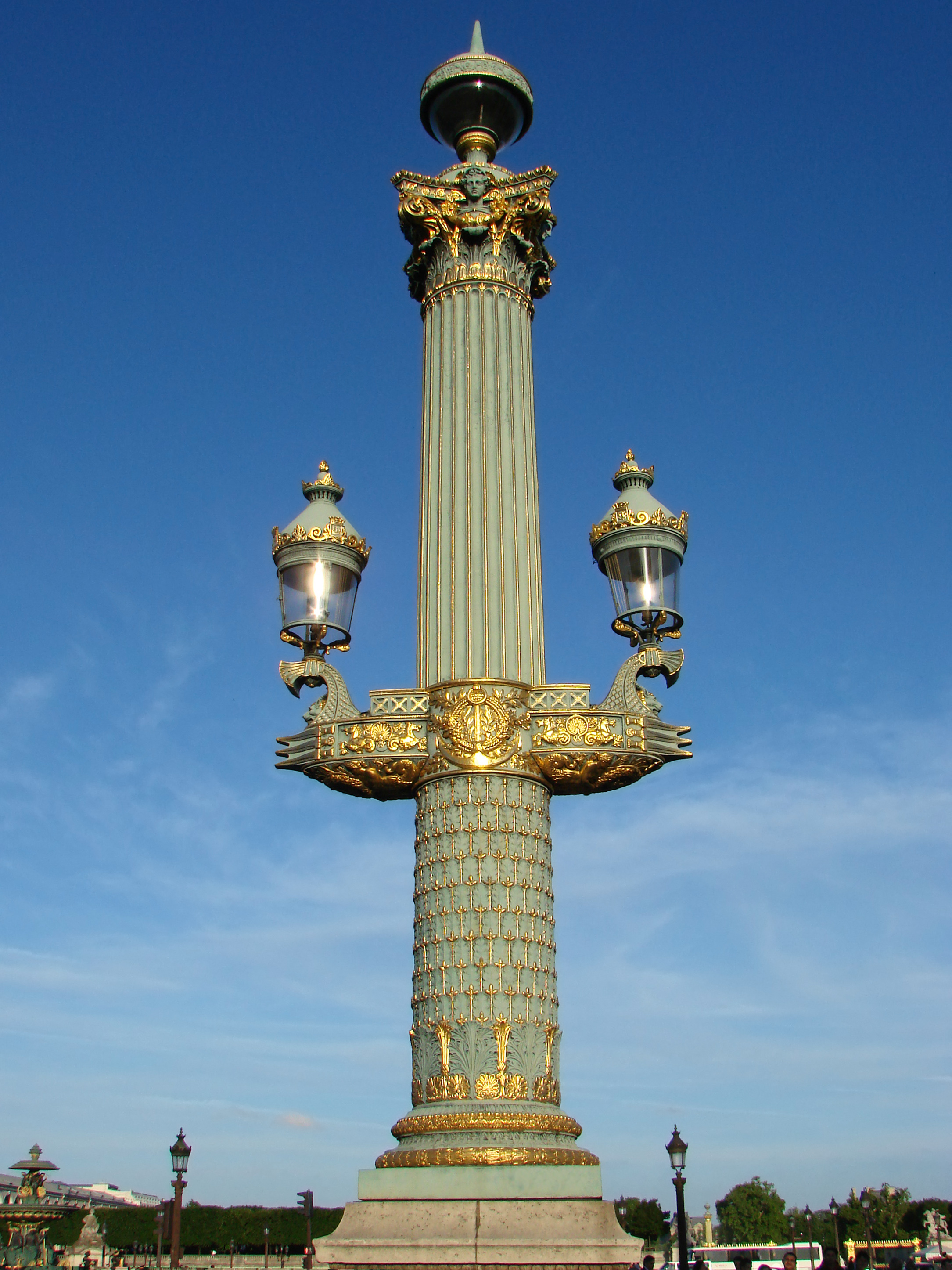
Luminária da Praça da Concórdia.

Entre 1836 e 1846, a praça foi transformada pelo arquiteto Jacques-Ignace Hittorff, conservando o princípio imaginado por Gabriel. Ele junta ao projeto duas fontes monumentais - a Fontaine des Mers (Fonte dos Mares) e a Fontaine des Fleuves (Fonte dos Rios) - de um lado e outro do obelisco e circunda a praça por lampadários e colunas rostais. A praça deseja ser, assim, uma celebração ao gênio naval da França, em referência à presença, em um dos edifícios edificados por Gabriel, do Ministério da Marinha. As duas fontes - inauguradas em 1º de maio de 1840 pelo prefeito Rambuteau - celebram a navegação fluvial (fonte norte, com figuras sentadas representando os rios Reno e Ródano e as colheitas de uva e trigo) e a navegação marítima (fonte sul, com o Mediterrâneo, o oceano e a pesca). Para a realização das estátuas que adornam as fontes, o arquiteto pediu ajuda a muitos artistas: Jean-François-Théodore Gechter, Honoré-Jean-Aristide Husson, François Lanno, Auguste-Hyacinthe Debay, Antoine Desboeufs, Jean-Jacques Feuchère, Antonin-Marie Moine, Jean-Jacques Elshoecht (dito Carle Elshoecht) e Louis-Parfait Merlieux. As colunas rostais levam proas de navio, que evocam igualmente o emblema da Cidade de Paris. Estátuas alegóricas de oito cidades francesas desenham o contorno do octógono imaginado por Gabriel. A estátua evocando Estrasburgo foi coberta de negro a partir de 1871, data da anexação da Alsácia-Lorena à Alemanha.
Em 1854, os fossos, que Hittorff havia conservado, são cobertos para melhor adaptar a praça à circulação.

### A Praça da Concórdia no século XX - Alguns eventos
- Em 6 de fevereiro de 1934, uma manifestação de ligas de extrema-direita se concentra na Praça da Concórdia. Os confrontos com as forças de ordem fazem 20 mortos e 2,3 mil feridos.

- Em 14 de julho de 1979, o músico Jean-Michel Jarre faz um concerto nesta praça.

- Em 1º de dezembro de 1993, por ocasião da Jornada Mundial da AIDS, a associação Act Up parisiense reveste o obelisco com um preservativo gigante de 30 metros e rebatiza simbolicamente a praça : Place des Morts du Sida (Praça dos Mortos da AIDS).

- Em 1995, simpatizantes de Jacques Chirac celebram nesta praça sua eleição à Presidência da República. O fato fazia eco à vitória de François Mitterrand em 10 de maio de 1981, comemorada em outra praça simbólica de Paris : a Praça da Bastilha.

- Em 2000, o alpinista urbano francês Alain Robert escala o obelisco com pés e mão nus, sem avisar ninguém e sem qualquer dispositivo de segurança.

### A Praça da Concórdia no século XXI - Alguns eventos
- Em 6 de maio de 2007, como em 1995 quando da eleição de Jacques Chirac, a praça é ocupada para festejar a vitória de Nicolas Sarkozy nas eleições presidenciais.

## Arquitetura

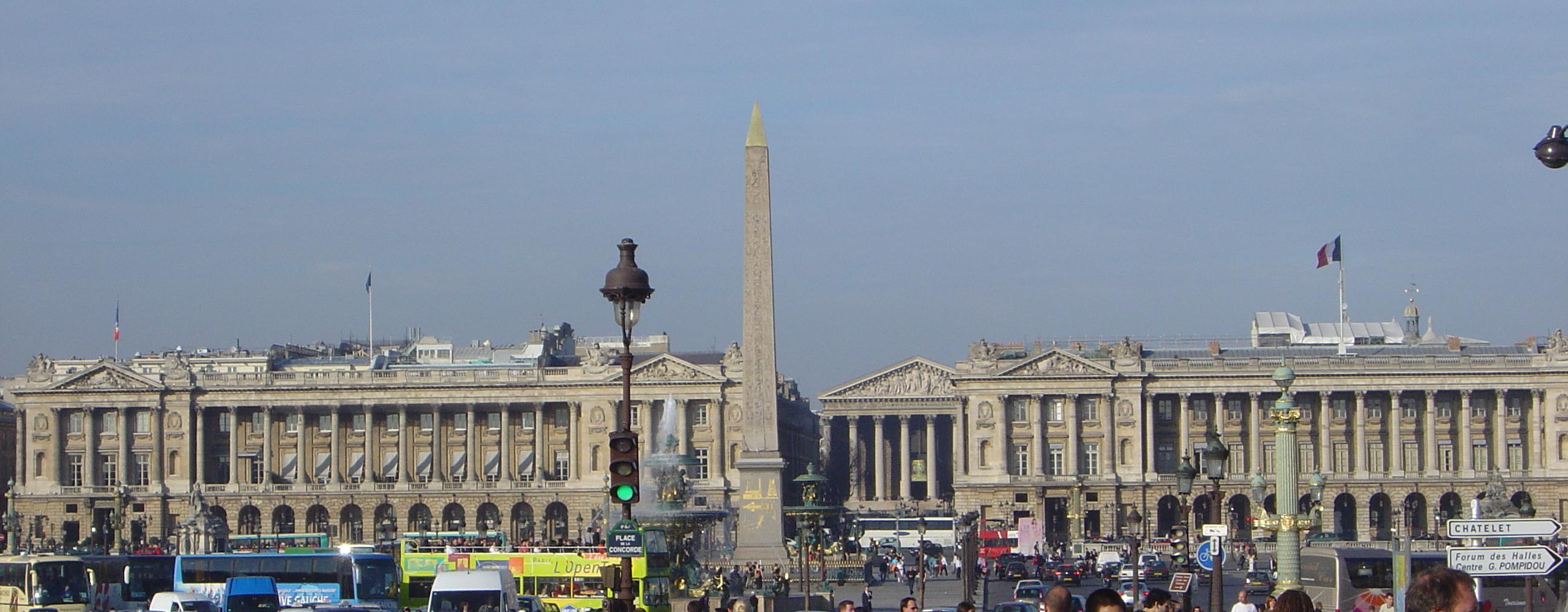
Praça da Concórdia.

A praça foi concebida por Ange-Jacques Gabriel em 1755 como um octógono limitado pelos Champs-Élysées e pelo Jardim das Tulherias. As fontes acrescentadas por Hittorff, são inspiradas pelas da Basílica de São Pedro em Roma.
A principal particularidade da Praça da Concórdia é que ela é delimitada pelo « vazio » em três lados (contrariamente à maior parte das praças que são delimitadas por edifícios de todos os lados): os Campos Elísios, o Jardim das Tulherias e o Sena.

### Os edifícios (em francês:les hôtels)
Na extremidade norte, dois largos edifícios em pedra idênticos fecham a perspectiva. Divididos pela Rua Royale, estas estruturas estão entre os maiores exemplos da arquitetura do século XVIII.
Apenas as fachadas foram desenhadas por Gabriel e erigidas entre 1766 e 1775. Elas se inspiram na colunata do Palácio do Louvre, edificada por Claude Perrault. Os frontões são decorados por alegorias da agricultura, comércio, magnificência e felicidade pública de Michel-Ange Slodtz e Guillaume II Coustou.
O prédio situado a leste da Rua Royale era, desde sua origem, pertencente inteiramente à Coroa. Ele foi, a princípio, anexado ao Guarde-Meuble (Guarda-Móveis), tendo as galerias abertas ao público todas as primeiras terças-feiras de cada mês, de 9 a 13 horas. A partir de 1789, ele acolhe o Ministério da Marinha que, sob a direção do almirante Decrès, desdobra consideravelmente seus escritórios até ocupar todo o prédio. O edifício - dito Hôtel du Guarde-Meuble (Edifício do Guarda-Móveis) ou, mais comummente, Hôtel de la Marine (Edifício da Marina) - foi construído sobre os planos de Gabriel e sobre a direção de Jacques-Germain Soufflot. A decoração interior, de grande magnificência, são obra do arquiteto Jacques Gondouin e constituem uma etapa importante dentro da evolução do gosto do século XVIII. Infelizmente, essa decoração foi profundamente descaracterizada pelas transformações efetuadas durante o Segundo Império, ainda que os grandes salões e a Galeria Dourada conservem alguns elementos originais.
O prédio situado a oeste da Rua Royale devia originalmente abrigar o novo hôtel des Monnaies (Casa da Moeda) cuja construção estava projetada desde 1768. Mas o local foi julgado definitivamente distante do bairro comercial e um despacho do Conselho decidiu que o novo edifício erguer-se-ia no lugar do atual quai Conti (cais Conti). O terreno situado atrás da colunata ocidental foi então dividido em quatro lotes, cedidos a particulares, que se encarregavam de erguer prédios particulares atrás das fachadas de Gabriel:
- Hôtel de Coislin (nº 4), o mais próximo da Rue Royale, só conserva da decoração original o carvalho da madeira ornado de guirlandas e flores nos salões do piso.
- Dois edifícios dando para a colunata foram construídos pelo arquiteto Pierre-Louis Moreau-Desproux, sendo um para uso próprio e outro para um de seus amigos, Rouillé de l'Estang. Às vezes chamados Hôtel de Plessis-Bellière (n° 6) e Hôtel Cartier (n° 8), eles foram reunidos depois de 1901 pelo Automóvel Clube da França e reformados, em 1912 pelo arquiteto Gustave Rives.
- O Hôtel d'Aumont (n° 10), no ângulo da Rua Boissy d'Anglas, construído pelo arquiteto Louis-François Trouard, com decoração interior de Pierre-Adrien Pâris. Em 1788, o edifício foi comprado pelo Conde de Crillon. Em 1907, o prédio é comprado pela Sociedade dos Grandes Magazines do Louvre e transformado em um luxuoso hotel, o Hotel Crillon, pelo arquiteto Walter-André Destailleur. Ele deixa intacta a escadaria de honra, edifica fachadas sobre o pátio no estilo de Gabriel, mas faz desmontar a maior parte da decoração interna original. Assim, no salão das Águias do primeiro andar, modelo de sala à moda antiga concebida por Pâris, ele só deixa no lugar a escultura do teto, mas faz copiar os detalhes em madeira, as seis portas monumentais e seus enquadramentos e o espelho, obra de Bellangé, enquanto que os originais são instalados no Hôtel de La Tour d'Auvergne (posteriormente Embaixada do Chile), na Avenida de La Motte-Picquet. Outros entalhes em madeira se encontram no Metropolitan Museum of Art de Nova York e na Villa Île-de-France, edificada em Saint-Jean-Cap-Ferrat por Beatrice Ephrussi de Rothschild.

De acordo com o desejo de Gabriel, as cartas patente de 21 de junho de 1757 e 30 de outubro de 1758 (ainda em vigor) prescrevem que os prédios situados nos ângulos nordeste e noroeste da praça sejam construídos segundo princípios similares.
- No ângulo nordeste, dos lados da Rua Saint-Florentin, o Hôtel de Talleyrand ou Hôtel de Saint-Florentin (atual localização da embaixada dos EUA), é obra do arquiteto Jean-François-Thérèse Chalgrin.

- A noroeste da praça, dos lados da Rua Boissy d'Anglas, elevava-se até 1775 o depósito de mármores da Coroa. Após sua supressão, o terreno foi concedido ao fermier général (literalmente agricultor geral - cargo do Antigo Regime) Laurent Grimod de La Reynière, em troca da construção de um prédio análogo ao Hôtel de Saint-Florentin, conhecido pelo nome de Hôtel Grimod de La Reynière. O pintor Charles-Louis Clérisseau executa aí a primeira decoração à antiga, inspirada nas descobertas arqueológicas feitas em Pompeia e Herculano. O Hôtel abrigou depois o Círculo Imperial e depois o Círculo da União Artística. Desfigurado pelas anexações sucessivas, o hôtel foi demolido e substituído por um pastiche de estilo neo-clássico edificado entre 1931 e 1933 pelos arquitetos William Delano e Victor Laloux para abrigar a embaixada dos Estados Unidos. Este hôtel, que condiz bem com o Hôtel de Talleyrand, restabelece a simetria do lado norte da praça tal qual imaginada inicialmente por Gabriel.

### O obelisco

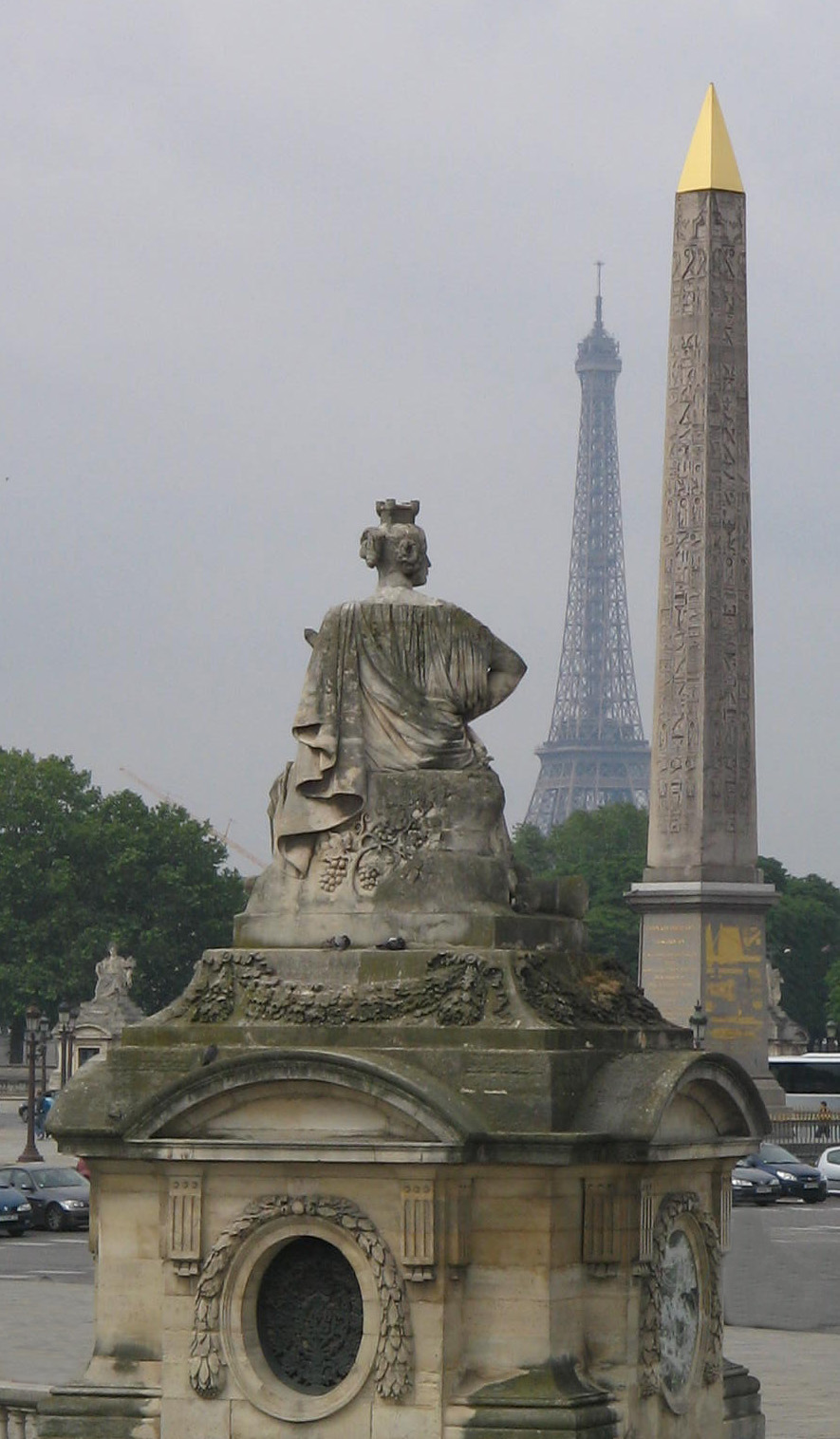
A estátua de Strasbourg de costas, o Obelisco e a Torre Eiffel ao fundo.

O obelisco egípcio de Luxor, com 3 300 anos, foi transportado para a França em 1836, oferecido pelo Egito em reconhecimento ao papel do francês Champollion, primeiro tradutor dos hieróglifos. O rei Luís Felipe I o fez colocar ao centro da praça. Com altura de 22,86 metros, o monolito pesa 227 toneladas. Esta erigido sobre uma base de nove metros e coberto por uma pequena pirâmide dourada com mais de três metros e meio. Os hieróglifos que o cobrem celebram a glória do Faraó Ramessés II. A pequena pirâmide, que serve de ponta ao obelisco, foi acrescentada em maio de 1998, feita de bronze e folhas de ouro.
O obelisco situa-se sobre a linha do eixo histórico de Paris que vai do Arco do Triunfo ao Arco de la Défense, passando pelo Jardim das Tulherias e pela Avenida dos Campos Elísios (Champs-Élysées).
O obelisco serve também de quadrante solar, graças às linhas traçadas no solo ao seu redor.

### O estatuário
Em 1794, os dois grupos esculpidos por Antoine Coysevox, representando a Fama e Mercúrio, montados no cavalo alado Pégaso, foram colocados nas Tulherias e substituídos por cavalos esculpidos por Guillaume Coustou, que antes decoravam o bebedouro do Palácio de Marly. 

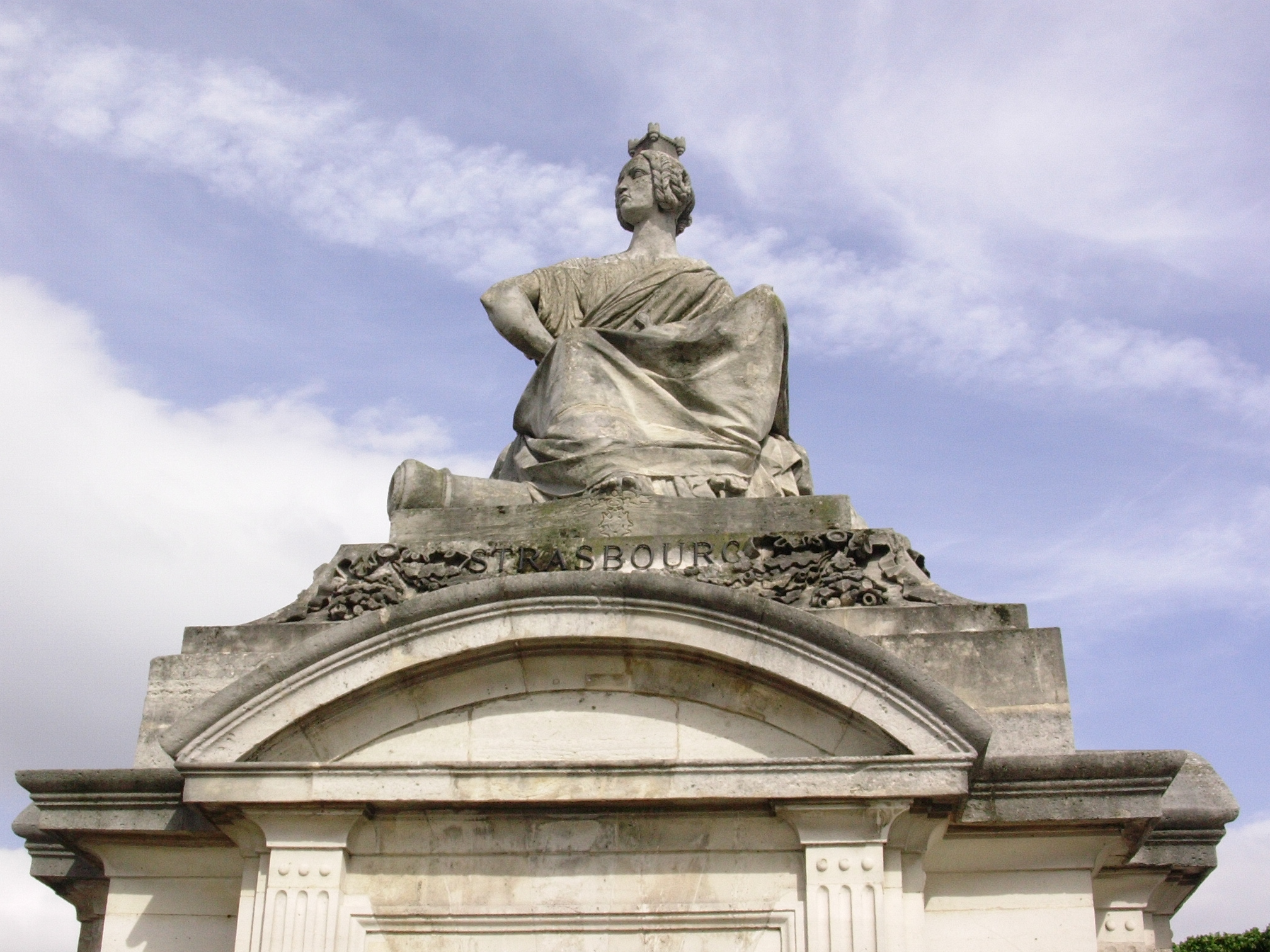
Estátua de Strasbourg.

 Estes foram depois colocados na entrada da avenida dos Campos Elísios (Champs-Élysées) em 1795, por iniciativa do carpinteiro Huzard, que temia o vandalismo que os ameaçava.
Em cada canto da praça octogonal se encontra uma estátua representando uma cidade francesa:
- Brest e Ruão por Jean-Pierre Cortot;
- Lyon e Marselha por Pierre Petitot;
- Bordeaux e Nantes por Louis-Denis Caillouette;
- Lille e Estrasburgo por James Pradier (diz-se que este tomou, para modelo de Estrasburgo, Juliette Drouet, sua amante antes de tornar-se amante de Victor Hugo).

A estátua de Estrasburgo ficou por longo tempo coberta por um véu de crepe negro florido lembrando o luto pela perda da Alsácia-Lorena, cedida pela França ao Império Alemão em 1871.

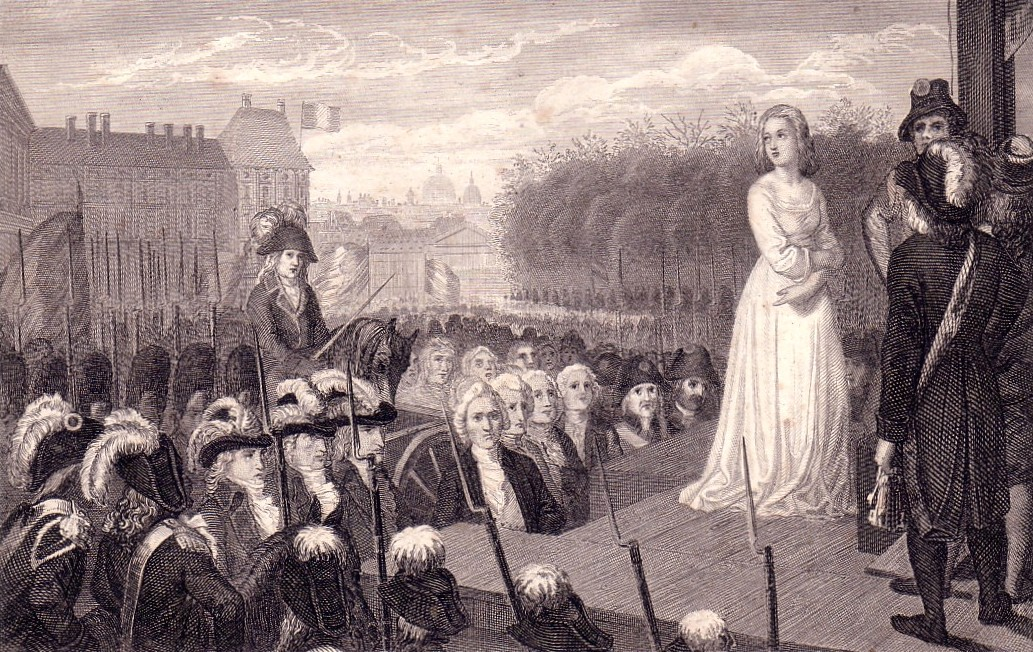
Execução de Maria Antonieta.

Algumas pessoas guilhotinadas na Praça da Revolução
- Luís XVI, 21 de Janeiro de 1793.
- Maria Antonieta, 16 de Outubro de 1793.
- Charlotte Corday, 17 de julho de 1793.
- Os Girondinos, 30 e 31 de Outubro de 1793.
- Luís Filipe, duque de Orléans, 6 de novembro de 1793.
- Madame Roland, 8 de novembro de 1793.
- Jacques René Hébert, 24 de março de 1794.
- Georges Danton, 5 de Abril de 1794.
- Camille Desmoulins, 5 de Abril de 1794.
- Jean-Joseph de Laborde, 18 de abril de 1794.
- Antoine Lavoisier, 8 de Maio de 1794.
- Jean-Baptiste Tavernier-Boullongne, 8 de maio de 1794.
- Élisabeth da França, 10 de maio de 1794.
- Maximilien de Robespierre, 28 de Julho de 1794.
- Louis Antoine Léon de Saint-Just, 28 de Julho de 1794.
- Georges Couthon, 28 de Julho de 1794.
- François Hanriot, 28 de Julho de 1794.

Os corpos eram, a princípio, transportados para o Cemitério de la Madeleine e, depois de 1794, para o Cemitério des Errancis. Os enterrados no Cemitério de la Madeleine lá repousam até hoje. Os ossários do Cemitério des Errancis foram todos retirados e depositados de forma desordenada nas catacumbas de Paris.